# Hans Lorenz
Hans Lorenz, křtěný Johann B. Franz (19. prosince 1891 Děčín – 22. ledna 1943 Děčín) byl děčínský malíř a grafik.

## Život a umělecká dráha
Hans Lorenz studoval na Vysoké škole uměleckoprůmyslové v Praze v letech 1911–1915 u Richarda Müllera a jako magisterský student C. Bantzera na drážďanské akademii. Byl spolužákem a životním přítelem jiného děčínského malíře – Franze Heide-Paudlera. Oba byli aktivními členy děčínské pobočky uměleckého spolku Metznerbund.

### První světová válka
Lorenzovo „angažmá“ v první světové válce, kam byl povolán v roce 1914, přerušilo jeho studia u C. Bantzera v Drážďanech. Vojensky sloužil nejprve s Srbsku, v Rusku (kde byl zraněn), nakonec v Itálii a Jižním Tyrolsku. Domů se vrátil vyčerpaný, deprimovaný, ale živý. Po zotavení se vydal opět za Bantzerem (ten Lorenze vyzdvihoval jako velký talent), tentokrát již do Kasselu. Po studiích se vrátil domů do Děčína a stal se malířem na volné noze.

### První republika
Dne 9. srpna 1928 se oženil s Elsou Mühleovou (*1899).
V roce 1928 Lorenz a Heide-Paudler oslovili radnici (využili probíhajících interiérových úprav) s nabídkou na vytvoření galerie děčínských starostů. Tak se i stalo a osm obrazů osobností města zdobilo zasedací místnost radnice. Každý z malířů vytvořil čtyři plátna. Šest je jich uloženo v Oblastním muzeu v Děčíně, dvě z pláten jsou nezvěstná.
Hans Lorenz, navzdory svému značnému věhlasu a dostatku portrétních zakázek od místních zámožných rodin i úřadů, propadal depresím a alkoholu. Byl jedním z nejlepších portrétistů, které kdy Děčín „odchoval“. K nejznamenitějším patří Portrét chlapce. Současně maloval zátiší, jemné krajiny prozářené sluncem, poklidné lesní scenérie, tajemná zákoutí i veduty milovaného rodného města. Vyznačoval se smyslem pro detail a zachycení zlatavého světla. Jeho díla nezapřou akademické vzdělání i poučení od holandských mistrů 17. století.

### Závěr života
Umělecký a muzejní spolek Děčín-Podmokly (Kunst und Museum Verein Tetschen-Bodenbach), vedený Rudolfem Dinnebierem, uspořádal Hansi Lorenzovi po jeho smrti v roce 1944 vzpomínkovou výstavu v čítárně Městské knihovny v Podmoklech. Úvodní řeči se ujal F. X. Schaffer. Ten jeho um a styl práce vyjádřil v jedině větě velmi trefně: „Jeho krajiny jsou zvláštní syntézou impresionistického světla a přepečlivé kresby s podrobnostmi až nadlidsky přesnými.“ (Aussiger Tagblatt, V/1944, str. 20,21 překlad Karel Schreitter)

## Galerie

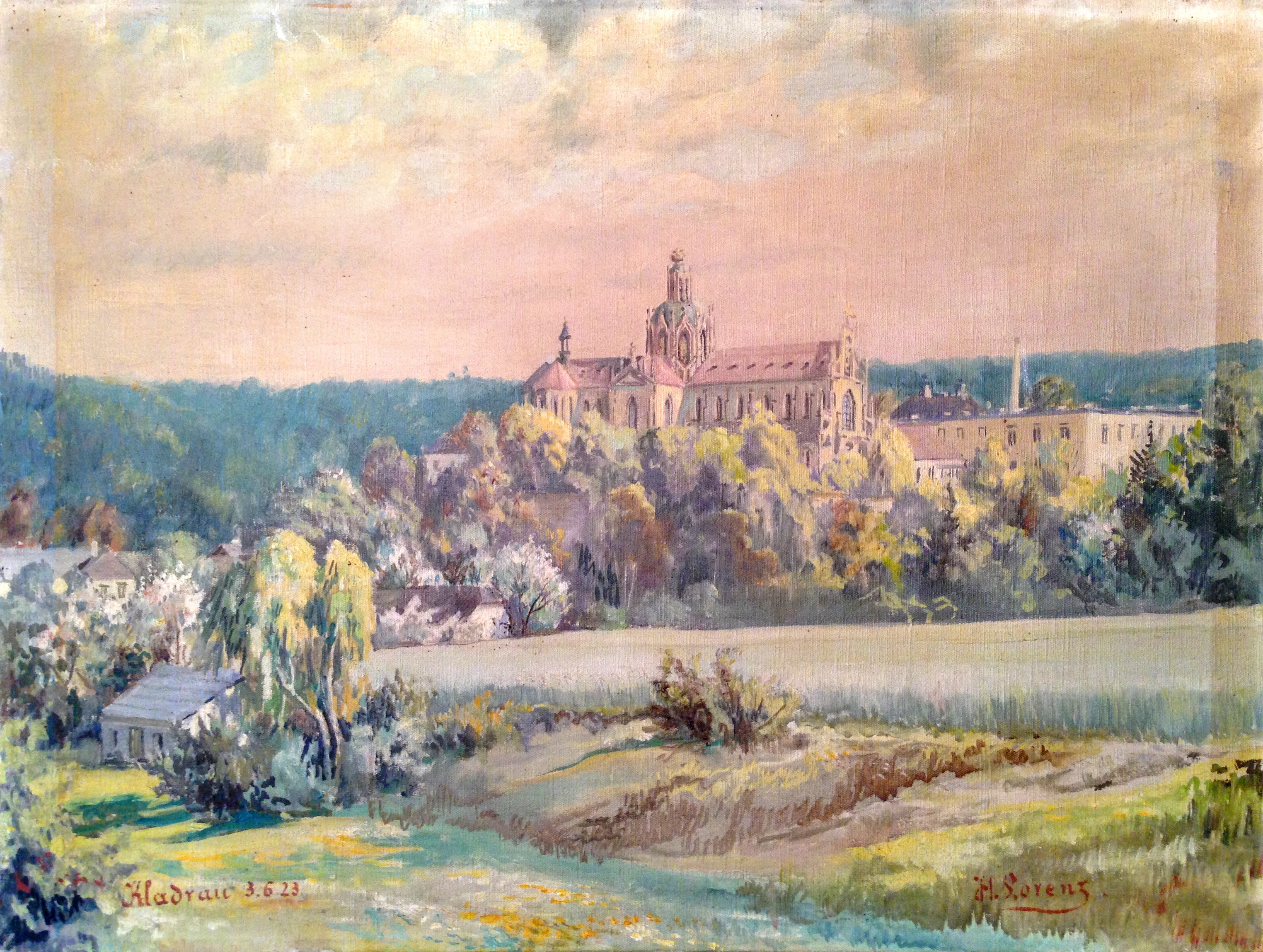
Zámecký kostel v Kladrubech, olej na plátně - 1923